# Борніту ді Соуза
Борніту ді Соуза Балтазар Діогу ( порт. Bornito de Sousa Baltazar Diogo; 23 липня 1953, Кешуа, Маланже ) - ангольський політик, видний діяч МПЛА. Учасник антиколоніальної боротьби та громадянської війни. У 2010 — 2017 — міністр територіального управління . У 2017 — 2022 — віце-президент Анголи.

## Біографія
Народився у сім'ї шкільного вчителя. Жоб Балтазар Діогу - батько Борніту ді Соуза - був відомий також як лінгвіст та перекладач Біблії з португальської на кімбунду. Мати — Катаріна Мануел Сіман Бенту — була домогосподаркою. Дядько по материнській лінії Луїш Миколу — професор юрист, музикант та католицький проповідник .
Початкову освіту Борніту ді Соуза здобув у методистській місії Кешуа, середню - в Об'єднаній методистській церковній школі Луанди. Згодом — вже у незалежній Анголі — закінчив юридичний факультет Університету Агостіньо Нето . Отримав також диплом Вищої партійної школи МПЛА та свідоцтво про закінчення вищих командних курсів збройних сил Анголи.

## Партійний політик
Під час португальської колоніальної війни 1960-х ПІДЕ заарештувала Жоба Балтазара Діогу та Луїша Миколу. Після цього, в 1969 році, Борніту ді Соуза вступив до МПЛА і приєднався до збройної боротьби проти колоніальної влади. (Вибору на користь МПЛА сприяла приналежність до народності північного мбунду.) У січні 1971 р. Борніту ді Соуза був заарештований ПІДЕ і ув'язнений.
Звільнився в травні 1974 року, коли після Квітневої революції нова влада Португалії розпочала процес деколонізації. Швидко висунувся в апараті МПЛА, очолив молодіжну організацію. З 1976 Борніту ді Соуза зайняв низку постів у політуправлінні збройних сил. Був політкомісаром у 2-му військово-політичному окрузі (Кабінда) та військово-морському флоті  .
Борніту ді Соуза отримав репутацію одного з провідних юристів і політологів МПЛА. Фахівець по конституційним правам. У 2010 році він очолював парламентську групу МПЛА і головував у Конституційній комісії Національної асамблеї Анголи. 2 лютого 2010 року був призначений міністром територіального управління .

## Віце-президент
У 2016 керівництво МПЛА почало готувати заміну Жозе Едуарду душ Сантуша на президентській посаді. Серед інших обговорювалася і кандидатура Борніта ді Соуза. Однак цей кандидат був відхилений — однією з причин стала його репутація індивідуаліста, не схильного до командної діяльності .
Список кандидатів МПЛА до Національної асамблеї було опубліковано у грудні 2016 року . Першу позицію зайняв Жуан Лоренсу, другу - Борніту ді Соуза. Таким чином, Лоренсу було оголошено наступником президента душ Сантуша, ді Соуза — віце-президента Мануела Вісенте. (За ангольською конституцією, підготовленою за активної участі Борніту ді Соуза, лідер партії, яка перемогла на парламентських виборах, стає президентом Анголи.)
На виборах 23 серпня 2017 року, згідно з офіційними даними, за кандидатів МПЛА проголосували понад 60% виборців. Це забезпечило правлячій партії 150 мандатів із 220. 26 вересня 2017 року Жуан Лоренсу офіційно вступив на посаду президента, Борніту ді Соуза — віце-президента Анголи .

Перші політичні кроки нового президента, які мають ознаки реформаторських задумів, викликали невдоволення впливових консервативних сил. Ці політики (названі eduardistas ) згрупувалися навколо Жозе Едуарду душ Сантуша, який зберіг за собою посаду голови МПЛА та генерального секретаря партії Діну Матроса. Публічним рупором консерваторів став віце-президент.
Борніту ді Соуза прочитав послання президенту на церемонії вручення поздоровлень з нагоди кінця року. Це послання містило 639 слів. З них 315 — лобова атака на президента... Борніту ді Соуза добре знає, що він зробив: це виклик Жуану Лоренсу, кинутий виразником контрреформи та консервативної олігархії .

## Засновник некомерційного фонду
На виборах 2022 рік Борніту ді Соуза посідав п'яте місце в списку МПЛА. Другим номером виступала член ЦК і держсекретар з рибальства Есперанса та Кошта  . Це мотивувалося розширенням жіночої участі в керівництві, деякі коментатори вбачали тут політичні розрахунки президента. 15 вересня 2022 року Есперанса да Кошта змінила Борніту ді Соуза на посаді віце-президента.
Залишивши державну посаду, Борніту ді Соуза заснував некомерційний фонд власного імені. Фонд Борніту ді Соуза орієнтований на підтримку освітніх проектів, регіонального розвитку та соціальної інтеграції. Рішення про заснування фонду ухвалювалося на засіданні уряду під головуванням президента Лоренсу  .
Борніту ді Соуза одружений, має чотирьох дочок від шлюбу та двох позашлюбних дітей. Його брат Балтазар Діогу Криштован - генерал ангольської армії  .
Захоплюється пілотуванням спортивного літака, літературою та морськими видами спорту. Говорить кімбунду, португальською, англійською, французькою та іспанською мовами  .